# 4136 Artmane
4136 Artmane eller 1968 FJ är en asteroid i huvudbältet som upptäcktes den 28 mars 1968 av den ryska astronomen Tamara Smirnova vid Krims astrofysiska observatorium på Krim. Den har fått sitt namn efter den lettiska skådespelaren Vija Artmane.
Asteroiden har en diameter på ungefär elva kilometer.